# Блоне-Дуже
Блоне-Дуже (пол. Błonie Duże) — село в Польщі, у гміні Беляни Соколовського повіту Мазовецького воєводства.
Населення — 168 осіб (2011).
У 1975-1998 роках село належало до Седлецького воєводства.

## Демографія
Демографічна структура станом на 31 березня 2011 року:
|          | Загалом | Допрацездатний вік | Працездатний вік | Постпрацездатний вік |
| -------- | ------- | ------------------ | ---------------- | -------------------- |
| Чоловіки | 90      | 16                 | 60               | 14                   |
| Жінки    | 78      | 20                 | 41               | 17                   |
| Разом    | 168     | 36                 | 101              | 31                   |